# 陈文清
陈文清（1960年1月—），四川省仁寿县人，中国共产党、中华人民共和国情报官员及政治人物，副国级领导人。1983年3月加入中国共产党，1984年7月参加工作，西南政法学院（现西南政法大学）法律系毕业，四川大学管理学研究所在职研究生学历。现任中共中央政治局委员、中央书记处书记、中央政法委书记。
历任中共第十七、十八届中纪委委员、常委、副书记，第十九、二十届中央委员，第二十届中央政治局委员。曾任四川省人民检察院检察长（二级大检察官），中共福建省委常委、省纪委书记、省委副书记，中共中央纪律检查委员会副书记，中华人民共和国国家安全部部长（总警监警衔）等职务。陳文清被广泛认为是习近平派系閩江新軍其中一员，被視為習近平親信之一。

## 从政经历

### 四川省
1984年7月从西南政法学院法律系法律专业大学毕业后，被分配到地方基层公安系统任职；历任眉山市彭山县谢家镇派出所民警、金口河区公安分局副局长，乐山市五通桥区公安分局副局长、局长，乐山市公安局副局长、局长。1994年8月，34岁时擢升四川省国家安全厅副厅长，授二级警监警衔；1998年1月，晋升厅长，授一级警监警衔，同时兼任四川省政府副秘书长。2002年4月，任四川省人民检察院检察长、二级大检察官。

### 福建省
2006年，任中共福建省委常委、省纪委书记；并于2007年10月召开的中共十七大上，当选中纪委委员。2011年5月，升任中共福建省委副书记。

### 中央纪检委
2012年11月，被增选为第十七届中纪委常委、副书记，并被明确为正部长级。同月当选第十八届中纪委委员、常委、副书记。2014年4月，兼任中国纪检监察学院院长。
2015年4月，不再担任中央纪委副书记、常委、中国纪检监察学院院长职务，任国家安全部党委书记。2016年11月7日，任国家安全部部长。同月，任中共中央政法委员会委员。
2018年5月，兼任中央国家安全委员会办公室常务副主任。

### 中央政法委
2022年10月23日，62岁的陈文清在中共二十届一中全会上当选中共中央政治局委员和中央书记处书记，晋升副国级，成为中华人民共和国国家安全部成立以来第一个进入中共中央政治局的国安部部长。五天后，陈文清接替退休的郭声琨出任中共中央政法委书记，成为自罗干之后15年以来首位非公安部部长出身的中央政法委书记。10月30日，陈文清不再担任国家安全部部长，由陈一新接任。
2025年1月11日，当选中国法学会会长。

## 言论
2022年11月29日，在中国各地出现反对动态清零运动的抗议示威中，陈文清主持召开中央政法委全体会议，强调“要坚决依法打击敌对势力渗透破坏活动，坚决依法打击扰乱社会秩序的违法犯罪行为，切实维护社会大局稳定”。
据新华社消息，全国国家安全系统表彰大会2023年7月14日在北京人民大会堂举行。中共中央政治局委员、中央政法委书记陈文清出席大会并讲话。陈文清指出，党的二十大以来，国家安全机关在新一届部党委带领下，推动隐蔽战线工作取得了新的成效。